# 創造ホールディングス
創造ホールディングス株式会社（そうぞうホールディングス）はかつて存在した宮城県仙台市に本社を置く太陽光発電システムの販売・施工やIHクッキングヒーターやエコキュートなどのオール電化製品の販売・施工を手がけていた事業持株会社である。

## 沿革

### 株式会社創造電力
- 2006年8月25日 - 株式会社創造電力設立。
- 2010年8月1日 - 仙台本部が仙台トラストタワーに入居。

### 創造ホールディングス株式会社
- 2011年7月7日 - 創造ホールディングス株式会社を設立。
- 2013年8月29日 - 当時の社長が傷害容疑で宮城県警察に逮捕[1]。
- 2015年1月 - 元会長が覚醒剤使用容疑で岩手県警察に逮捕[1]。
- 2015年4月13日 - 2度にわたり元役員などが逮捕されたことも影響し経営が悪化したため、仙台地方裁判所から創造電力など関連5社とあわせて破産手続開始決定を受ける[1][2]。
- 2016年4月19日 - 創造ホールディングスの法人格消滅。

## その他

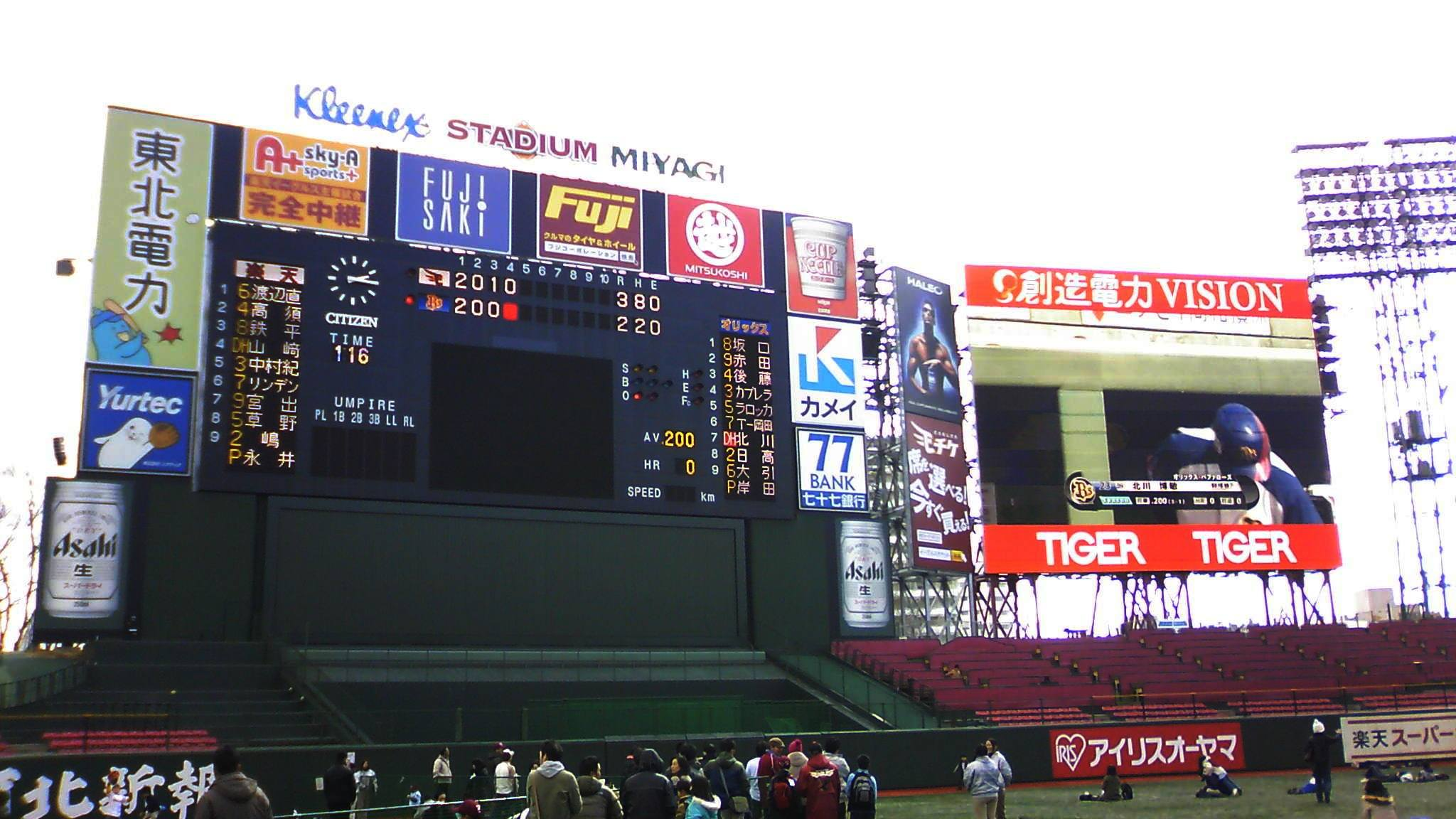
クリネックススタジアム宮城の創造電力ビジョン
（スコアボードの右側、2010年3月22日）

- 株式会社創造電力として、2009年より東北楽天ゴールデンイーグルスのスポンサーになっており、2010年にはコボスタ宮城の右中間スタンドに設置された三菱電機製大型映像装置「オーロラビジョン」の命名権を取得し、「創造電力ビジョン」と命名された。

- 2010年8月17日にステラミーゴいわて花巻の胸スポンサーとなった。花巻にとっては初のユニフォームスポンサー。

## グループ会社
- 株式会社創造エナジー
- 株式会社創造エンジニアリング
- 株式会社創造テクノロジー
- 株式会社創造ペインタブ
- 株式会社創造カレッジ